# Alexandr Nikolajevič Lazarev
Alexandr Nikolajevič Lazarev (rusky Александр Николаевич Лазарев; * 5. července 1945, Moskva) je ruský dirigent.
Studoval na Petrohradské státní konzervatoři a na Moskevské státní konzervatoři. V roce 1971 vyhrál všesvazovou soutěž dirigentů a v roce 1972 soutěž studentských orchestrů v Berlíně. V letech 1987–1995 byl hlavním dirigentem a uměleckým ředitelem Velkého divadla. Dohlížel na mnoho operních inscenací těchto let. Jeho verze Mlady, Života za cara a Borise Godunova byly uchovány na video nahrávkách. Současně s jeho prací ve Velkém divadle působil v letech 1992-1995 jako hostující dirigent v BBC Symphony Orchestra. V roce 1994 se stal hostujícím dirigentem v Royal Scottish National Orchestra a v letech 1997–2005 ho vedl. V letech 2008–2011 byl vedoucím Japonské filharmonie.
Po dlouhé přestávce po roce 2015 provedl Lazarev opět operu v Rusku – Chovanštinu v Stanislavském hudebním divadle v Moskvě. V roce 2016 ji následovala opera Sergeje Prokofjeva Láska ke třem pomerančům a Čajkovského Piková dáma.